# 353 Dywizja Piechoty (III Rzesza)
353 Dywizja Piechoty (niem. 353. Infanterie-Division) – niemiecka dywizja z czasów II wojny światowej, sformowana w rejonie Brestu na mocy rozkazu z 5 listopada 1943 roku, w 21. fali mobilizacyjnej przez II Okręg Wojskowy.

## Struktura organizacyjna
- Struktura organizacyjna w listopadzie 1943 roku:

941., 942. i 943. pułk grenadierów, 353. pułk artylerii, 353. batalion pionierów, 353. dywizyjny batalion fizylierów, 353. oddział przeciwpancerny, 353. oddział łączności, 353. polowy batalion zapasowy;

## Dowódcy
- Generalleutnant Paul Mahlmann 20 XI 1943 – VII 1944;
- Generalleutnant Erich Müller VII 1944 – VIII 1944;
- Oberst Thieme VIII 1944 – VIII 1944;
- Generalleutnant Paul Mahlmann VIII 1944 – 15 II 1945;
- Oberst Kurt Hummel 15 II 1945 – 8 V 1945;